# Sean Callery

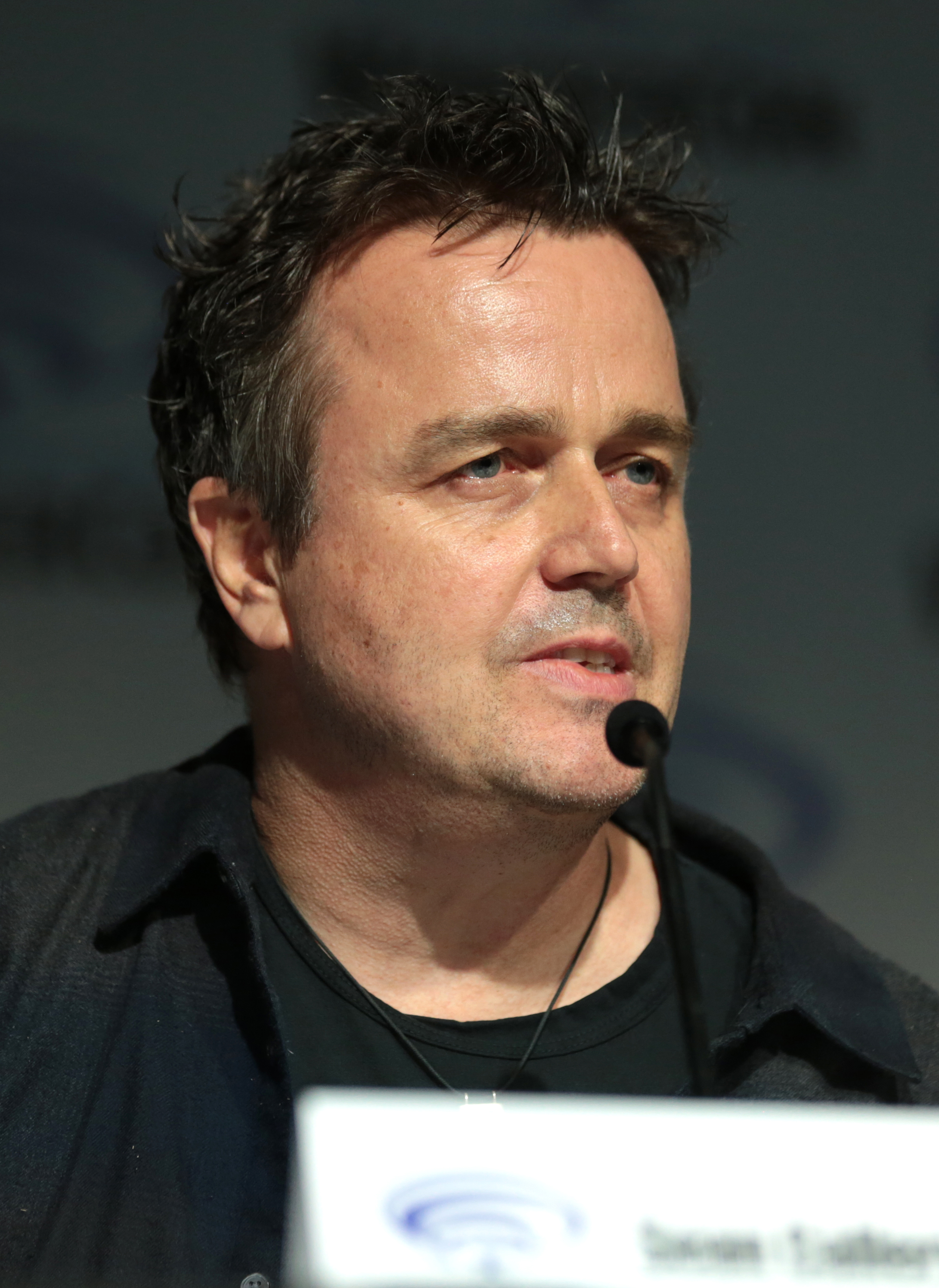
Sean Callery (2018)

Sean P. Callery (* 1964 in Hartford, Connecticut) ist ein US-amerikanischer Komponist für Fernsehserien und Filmmusik.

## Leben und Leistungen
Callerys Familie zog nach Bristol, Rhode Island, als er circa sieben Jahre alt war. Bereits in seiner frühen Jugend lernte Sean Callery Klavierspielen. Er interessierte sich für verschiedene Musikrichtungen und spielte Jazz in Nachtclubs. Er wurde in klassischer Musik am New England Conservatory of Music ausgebildet, spielte neben Klavier auch Posaune und Tuba, erhielt Unterricht in Komposition und schloss das Konservatorium 1987 ab. Im Walt Disney World Resort, in Florida, begleitete er unter anderem den Sänger Donny Osmond bei einem Gastauftritt am Klavier. Im Dezember 1987 zog Callery nach Los Angeles und arbeitete für die Firma New England Digital, die das elektronische Musikinstrument Synclavier baute. Er unterrichtete darauf u. a. die Komponisten Alan Silvestri, James Newton Howard, Herbie Hancock und Mark Snow.
1989 komponierte Callery zusätzliche Musik für die Siegfried-und-Roy-Show in Las Vegas. Er schuf Musik für Filme und Werbespots. Zu Sommerbeginn 1992 tourte er kurz mit Olivia Newton-John.
Produzent Joel Surnow engagierte ihn für die Originalmusik der Fernsehserien Nikita (1997–2001) und bei 24 (2001–2010) auch für die Titelmelodie.
2003 gewann Callery einen ASCAP Award der American Society of Composers, Authors, and Publishers für die dramatische Fernsehserie 24. Im gleichen Jahr erhielt er einen Emmy für die Musik in 24 für die Folge 10:00 PM – 11:00 PM. 2002, 2004, 2005 und 2007 wurde er für 24 jeweils für einen Emmy nominiert. 2006 wurde er mit diesem Preis für die Folge 6:00 AM – 7:00 AM in 24 ausgezeichnet.
2004 schrieb er die Musik für das Videospiel James Bond 007: Alles oder Nichts.
2006 schuf er den Soundtrack für das PlayStation-2-Spiel 24: The Game. 2015 schrieb er die Filmmusik zur Fernsehserie Marvel’s Jessica Jones.
Callery lebt mit seiner Frau Debbie in Los Angeles. Er hat einen älteren Bruder.
Callery wurde für 17 Emmys nominiert und erhielt 4.

## Werke (Auswahl)

### Als Komponist
- 1990: Ein Wunsch geht in Erfüllung (A Mom for Christmas, Fernsehfilm)
- 1995: Fun House Express
- 1997–2001: Nikita (La Femme Nikita, Fernsehserie)
- 2000: Sheena – Königin des Dschungels (Sheena, Fernsehserie)
- 2000: Whitmans Rückkehr (Blowback)
- 2001–2010: 24 (Fernsehserie)
- 2004: 007: Alles oder Nichts (James Bond 007: Everything or Nothing, Videospiel)
- 2005: Mayday – Katastrophenflug 52 (Mayday)
- 2006: 24: The Game (Videospiel)
- 2006: Medium – Nichts bleibt verborgen (Medium, Fernsehserie, eine Folge)
- 2006: 24: The DVD Board Game
- 2007: The 1/2 Hour News Hour
- 2008: 24: Redemption (Fernsehfilm)
- 2008–2017: Bones – Die Knochenjägerin (Bones, Fernsehserie)
- 2011–2020: Homeland (Fernsehserie, 96 Folgen)
- 2012–2019: Elementary (Fernsehserie, 153 Folgen)
- 2014: Small Time
- 2015–2019: Marvel’s Jessica Jones (Fernsehserie, 39 Folgen)
- 2016–2018: Designated Survivor (Fernsehserie, 43 Folgen)
- 2018–2021: Bull (Fernsehserie, 44 Folgen)
- 2020: Next (Fernsehserie, zehn Folgen)
- 2021: The Marksman – Der Scharfschütze (The Marksman)
- 2022: Halo (Fernsehserie, neun Folgen)
- seit 2022: Walker: Independence (Fernsehserie)
- seit 2023: Accused

### Als Sound-Editor
- 1992: Der Reporter (The Public Eye)
- 1993: Star Trek: Deep Space Nine (Folge: Emissary (uncredited), Battle Lines) (Fernsehserie)
- 1994: Star Trek: Treffen der Generationen (Star Trek: Generations)
- 1995: Sieben (Se7en)
- 1998: Akte X – Der Film (The X Files / X-Files – Fight the Future) (als Orchestrator und Arrangeur)